# Санта-Лузия (Сан-Роке-ду-Пику)
Санта-Лузия (порт. Santa Luzia) — район (фрегезия) в Португалии, входит в округ Азорские острова. Расположен на острове Пику. Является составной частью муниципалитета Сан-Роке-ду-Пику. Население составляет 472 человека на 2001 год. Занимает площадь 30,69 км².
Покровителем района считается Святая Лусия (порт. Santa Luzia).